# Geohowdenius egeriei
Geohowdenius egeriei — жук семейства навозников-землероев (Geotrupidae).

## Распространение
Geohowdenius egeriei распространён в восточной части США.

## Описание
Жук длиной от 11 до 20 мм. Тело окрашено в чёрный цвет и имеет голубой или зелёный оттенок.

## Экология и местообитания
Взрослые жуки питаются калом животных, грибами и гниющей растительным материалом. Личинки питаются старым навозом коров.